# St. Martin (Sendenhorst)

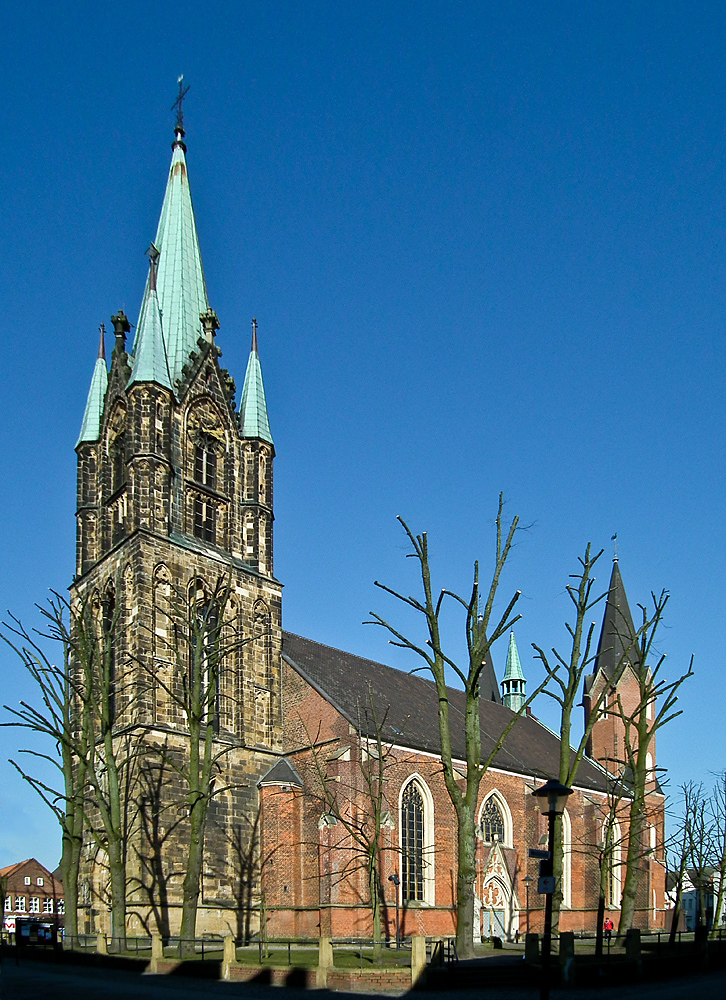
Pfarrkirche St. Martin

Die katholische Pfarrkirche St. Martin ist ein denkmalgeschütztes Kirchengebäude in Sendenhorst im Kreis Warendorf (Nordrhein-Westfalen).

## Geschichte und Architektur
Über die Gründung der Pfarrei sind keine Urkunden erhalten, allerdings deutet das Patrozinium des Martin von Tours auf eine Gründung im 9. Jahrhundert hin. Zu dieser Zeit missionierten die Franken nach der Eroberung Sachsens das Gebiet.
Die romanische Vorgängerkirche auf einem kreuzförmigen Grundriss wurde bei dem letzten Stadtbrand im Jahr 1806 stark in Mitleidenschaft gezogen. Da auch die Gemeinde stark angewachsen war, wurde 1855 mit dem Neubau der neugotischen Backsteinkirche begonnen. Die Backsteine wurden in einer eigens gebauten Ziegelei gebrannt. Die Konstruktion des Gebäudes basiert auf der Symbolik von Zahlen. Die stattliche neugotische Halle wurde von 1855 bis 1865 nach Entwürfen von Vinzenz Statz errichtet, der Westturm wurde nachträglich nach Entwurf Hilger Hertels angebaut.
Das Westportal befindet sich in einem durchbrochenen Maßwerktympanon, auf den Seiten begleitet von den Figuren der Heiligen Liudger und Bonifatius, die ein Werk des Bildhauers Heinrich Seelige sind. Von Seelige stammt ebenfalls die im Jahre 1907 am Westportal angebrachte Ecce-Homo-Figur.
In der lichten, dreischiffigen Halle ruhen Kreuzrippengewölbe auf achteckigen Pfeilern mit Diensten. Die Halle ist 45 Meter lang und 23 Meter breit, die Gewölbe haben eine Höhe von 17 Metern. Die leuchtenden Chorfenster wurden Anfang der 1960er Jahre von der Benediktinerin Erentrud Trost angefertigt, sie sollen die Weggemeinschaft der Gläubigen verdeutlichen.
Die Kirche wurde am 14. November 1865 durch Bischof Johann Georg Müller geweiht.
Die Mariensäule vor dem Südportal der Kirche ist ein Werk des Bildhauers Heinrich Seelige. Sie wurde am 8. Dezember 1904 aus Anlass des 50-jährigen Jubiläums der Verkündigung des Glaubenssatzes der unbefleckten Empfängnis Mariens vom späteren Weihbischof Illigens eingeweiht.
Eine umfassende Sanierung der Kirche wurde im April 2024 abgeschlossen und die Kirche in diesem Zuge wieder eröffnet.

## Türme
Der hochaufragende Westturm steht auf einem quadratischen Grundriss. Er ist durch reiches Blendmaßwerk gegliedert. Das Glockengeschoss ist mit Ecktürmen und einem achteckigen Helm bekrönt. Die Chorflankentürme stehen ebenso auf einem quadratischen Grundriss, verändern ihre Form im Obergeschoss auf oktogonalen Grundriss.

## Ausstattung
Die Pfarrkirche St. Martin ist mit vielen christlichen Zeichen, Bildern und Figuren geschmückt.
Der Renaissancetaufstein der Vorgängerkirche wurde aufgrund seiner Stilrichtung als unpassend empfunden. Er wurde der katholischen Laurentiusgemeinde in Westkirchen geschenkt, deren Kirche 1868 aufgrund eines Feuers zerstört wurde. Der heute in St. Martin noch genutzte neugotische Taufbrunnen aus dem Jahr 1870 trägt in der Mitte des Beckens einen durchscheinenden Kristall. Eine Inschrift lautet: „Dies ist die Quelle des Lebens, die den ganzen Erdkreis reinigt; wer diesem Wasser entsteigt, wird geheiligt sein.“
Um 1895 wurden an den Innenpfeilern der Kirche aus Sandstein gefertigte Heiligenfiguren angebracht. Teile des Figurenschmucks, darunter die Figur der Hl. Elisabeth, können dem Bildhauer August Schmiemann aus Münster zugeordnet werden. Eine aus Holz gefertigte Statue der Gottesmutter Maria mit dem Jesuskind stammt ebenfalls aus dem Atelier Schmiemann.

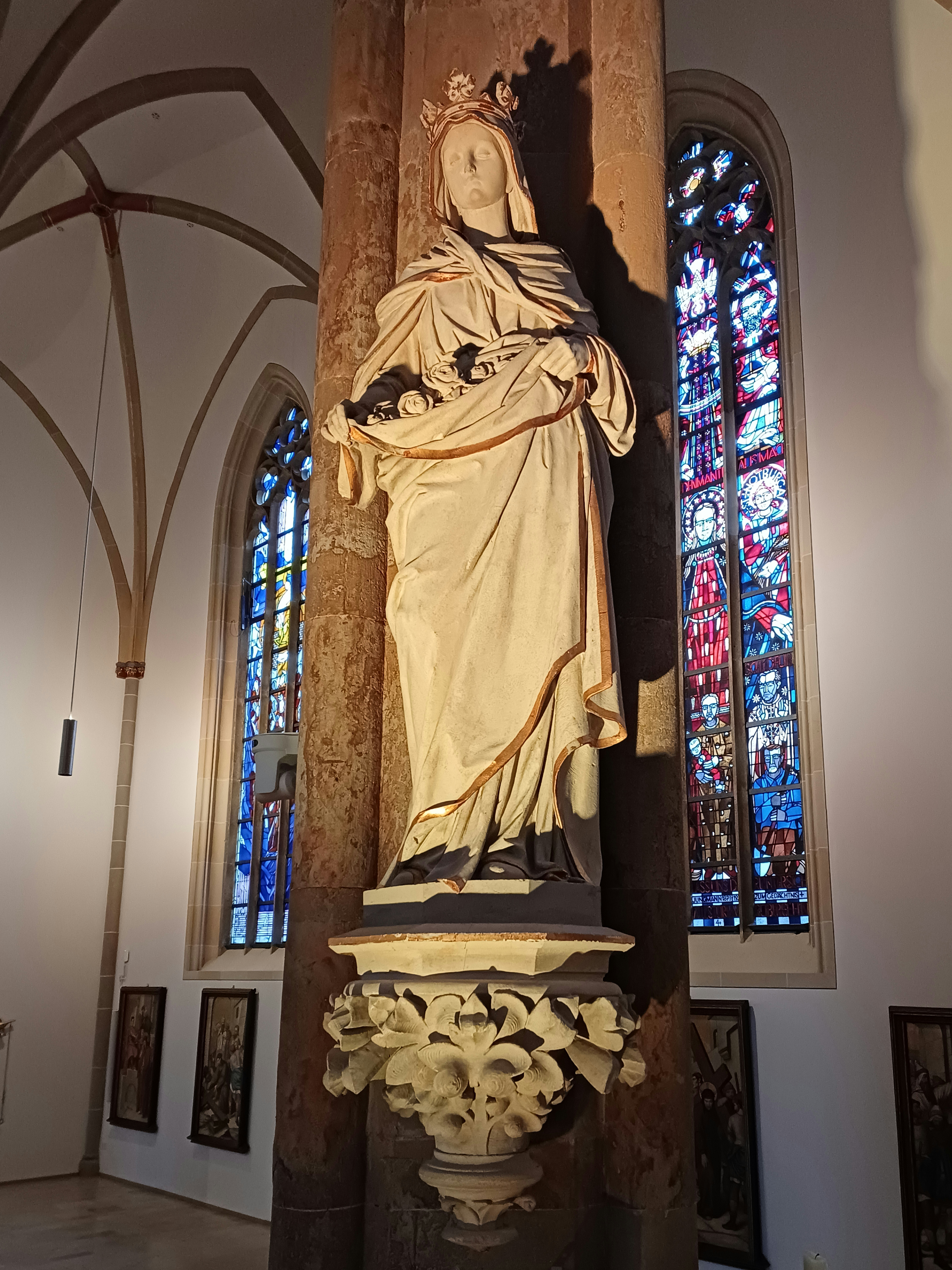
Figur der Hl. Elisabeth am Innenpfeiler

Zur ursprünglichen neogotischen Ausstattung der Kirche gehörte ein Hochaltar mit Figuren und Relieftafeln. Dieser wurde, ebenso wie die Kanzel, im Rahmen der Kirchenneugestaltung 1964 abgebaut. Die ursprünglich an der Kanzel und den Beichtstühlen angebrachten Figuren der vier Apostel, der Apostelfürsten Petrus und Paulus, sowie sechs weitere Heilige befinden sich aktuell an den Seiten des Chorraums über dem Chorgestühl.

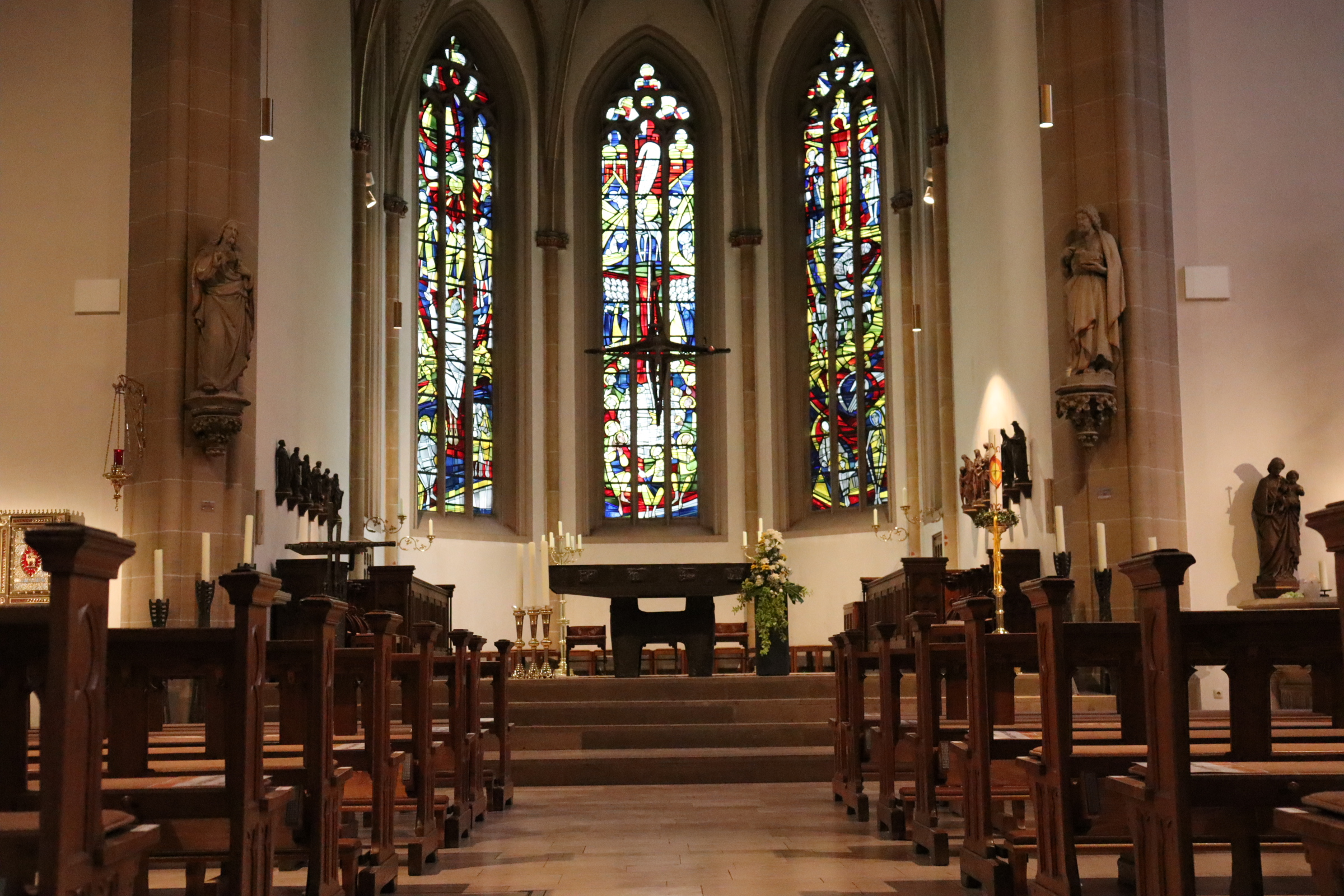
Innenraum mit Altar und Figurenschmuck

Der heutige Altar aus Bronze ist ein Werk des Bildhauers Bernhard Kleinhans und hat die Form eines Tisches. Die Tischplatte zeigt in Reliefs zwölf biblische Szenen. In den Altar ist das Reliquiengrab mit den Reliquien der Heiligen Purpuratus und Calistus eingelassen. Von Kleinhans stammen außerdem das Bronzekreuz über dem Altar sowie der Taufbrunnen und der Ambo.
Als historischer Kulturgegenstand gilt ein Messgewand mit Stickereien, welches um 1480 gefertigt wurde.

## Glocken
Das ursprüngliche Geläut musste in den beiden Weltkriegen zu Rüstungszwecken abgeliefert werden. Ein neues, vierstimmiges Geläut, gegossen von Petit & Gebr. Edelbrock, wurde 1950 aufgezogen. Die Glocken wiegen 1450, 980, 670 und 600 kg und erklingen in c′, es′, f′ und g′.

## Orgel

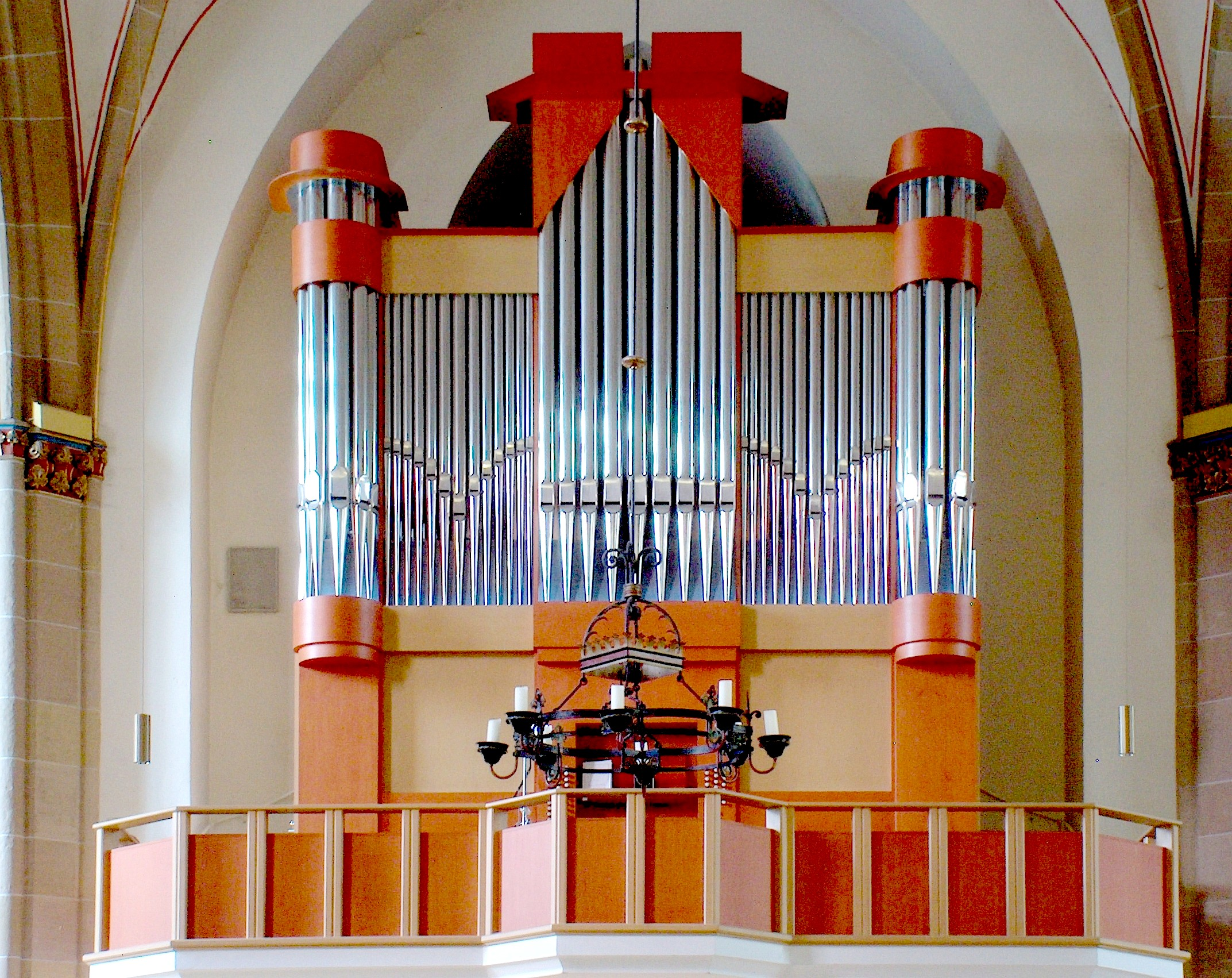
Woehl-Orgel von 1999

Die Orgel wurde 1999 von der Orgelbauwerkstatt Gerald Woehl in Marburg erbaut. Das Instrument ist im Stil der französischen Romantik gehalten. Es hat 45 Register auf 3 Manualen und Pedal. Die Spieltrakturen sind mechanisch, die Registertrakturen sind elektrisch. Die Orgel ist mit einer Setzeranlage und einem Registercrescendo ausgestattet.
| I Hauptwerk C–a3 |                    |     |
| 1.               | Bordun             | 16′ |
| 2.               | Prinzipal          | 08′ |
| 3.               | Flûte harmonique 0 | 08′ |
| 4.               | Salicional         | 08′ |
| 5.               | Rohrflöte          | 08′ |
| 6.               | Octave             | 04′ |
| 7.               | Flûte douce        | 04′ |
| 8.               | Octave             | 02′ |
| 9.               | Mixtur V–VI        |     |
| 10.              | Cornett V          | 08′ |
| 11.              | Fagott             | 16′ |
| 12.              | Trompete           | 08′ |

| II Positiv C–a3 |               |         |
| 13.             | Salicional    | 08′     |
| 14.             | Unda maris    | 08′     |
| 15.             | Bordun        | 08′     |
| 16.             | Dulciane      | 04′     |
| 17.             | Flûte douce   | 04′     |
| 18.             | Nasard        | 02 ⁄3′  |
| 19.             | Flageolett    | 02'     |
| 20.             | Tierce        | 01 3⁄5′ |
| 21.             | Plein jeu IV0 |         |
| 22.             | Fagott        | 08′     |
|                 | Tremulant     |         |

| III Schwellwerk C–a3 |                        |     |
| 23.                  | Flauto traverso        | 08′ |
| 24.                  | Cor de Nuit            | 08′ |
| 25.                  | Viola da Gamba         | 08′ |
| 26.                  | Vox coelestis          | 08′ |
| 27.                  | Violine                | 04′ |
| 28.                  | Flöte                  | 04′ |
| 29.                  | Piccolo                | 02′ |
| 30.                  | Trompette harmonique 0 | 08′ |
| 31.                  | Oboe                   | 08′ |
| 32.                  | Vox humana             | 08′ |
| 33.                  | Clairon harmonique     | 04′ |
|                      | Tremulant              |     |

| Pedal C–f1 |                |     |
| 34.        | Groß-Bordun 0  | 32′ |
| 35.        | Kontrabass     | 16′ |
| 36.        | Subbass        | 16′ |
| 37.        | Oktave         | 08′ |
| 38.        | Salicionalbass | 08′ |
| 39.        | Gedecktbass    | 08′ |
| 40.        | Tenor-Oktave 0 | 04′ |
| 41.        | Bombarde       | 16′ |
| 42.        | Fagott         | 16′ |
| 43.        | Pedaltrompete  | 08′ |
| 44.        | Fagott         | 08′ |
| 45.        | Kornett        | 04′ |

- Koppeln
  - Normalkoppeln: II/I, III/I; I/P, II/P, III/P
  - Suboktavkoppeln: I/I, II/II, III/I, III/III
- Röhrenglocken (spielbar im Manual und Pedal)
- Nachtigall